# 巴賴都爾莽奈
巴賴都爾莽奈（？—1641年），又稱烏彌巴賴都爾莽奈，烏彌氏，後金軍事將領。
早年擔任察哈爾大臣，率領蒙占察哈爾部歸順女真，后屢力戰功。崇德元年，授一等男。崇德六年，跟從努爾哈赤征討寧遠，后在寧錦之戰中戰死，赠三等昂邦章京。雍正元年，入祀昭忠祠。有子烏彌哈岱、孫阿南達、曾孫烏彌阿喇納。